# شط الجرید

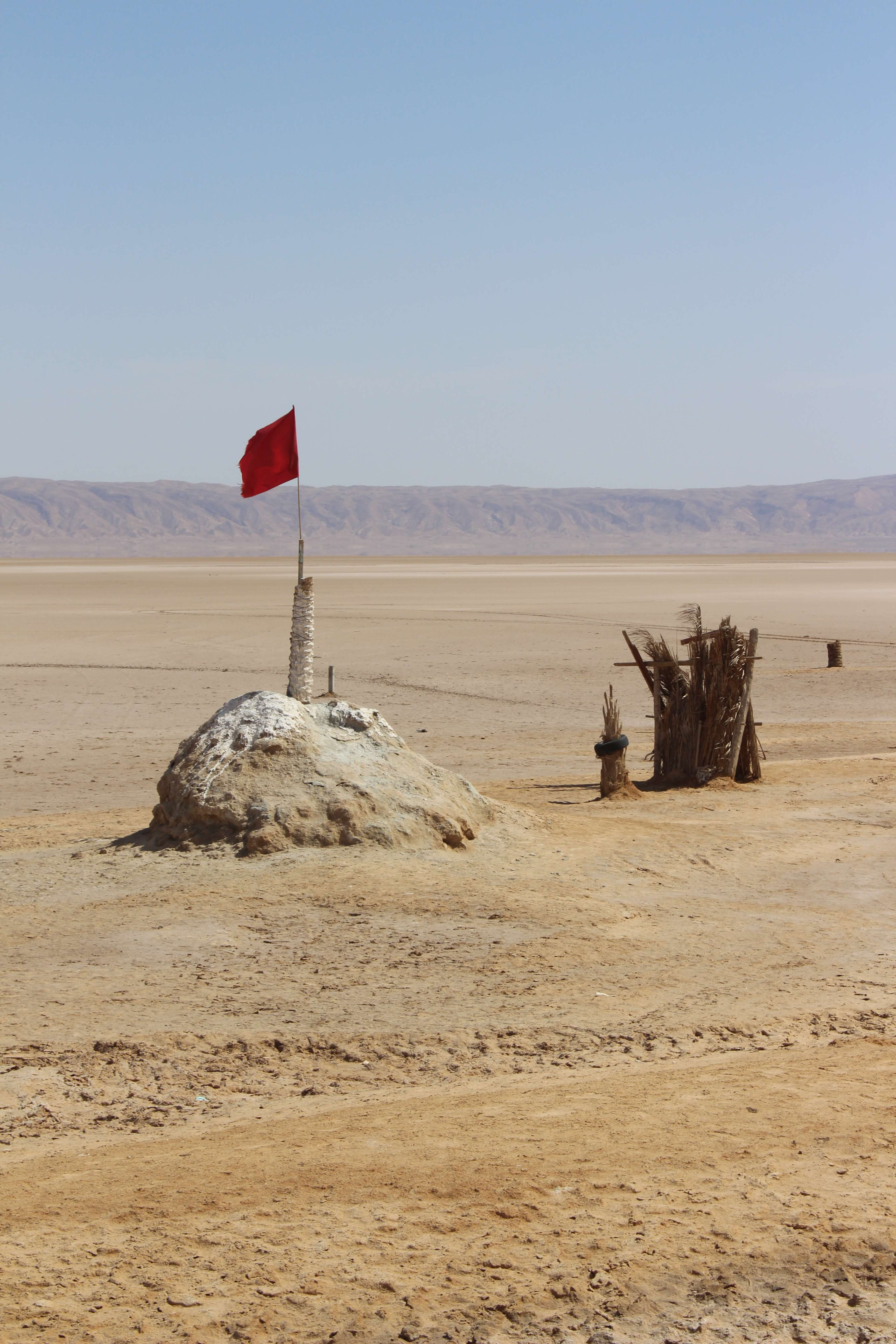
خشکی فصلی شط الجرید در تابستان

شط‌الجرید (عربی: شط الجريد  </link> Šoṭṭ el Šoṭṭ el-Jarīd    Gerid و Shott el Jerid) دریاچه آب شور  شط و حوضه بسته‌ای از دریاچه آب شور در جنوب تونس است که مرداب سرزمین نخل‌ها هم خوانده می‌شود. 

## جغرافیا
کف شط الجرید بین ۱۰ تا ۲۵ متر زیر سطح دریا قرار دارد.  عرض دریاچه تغییرات زیادی دارد. بطوریکه در باریک ترین نقطه خود، تنها ۲۰ کیلومتر (۱۲ مایل) است عرض و طول کلی آن ۲۵۰ کیلومتر (۱۶۰ مایل) است . گاهی قسمت هایی از آن به رنگ های مختلف سفید، سبز و بنفش ظاهر می شود.  ورودی باریک به سمت شرق شات به نام شط الفجاج نیز شناخته می شود.
این بزرگترین کویز نمکی صحرای بزرگ آفریقا با مساحت بیش از ۷۰۰۰ است. کیلومتر مربع (برخی منابع مساحت آن را ۵۰۰۰ کیلومتر مربع ذکر کرده اند). این صحرا دارای آب و هوای معمولی گرم بیابانی است. به دلیل آب و هوای سخت با میانگین بارندگی سالانه زیر ۱۰۰ میلی متر و دمای روز گاهی به ۵۰ می رسد درجه سلسیوس یا بیشتر در طول تابستان با تابش خورشیدی متراکم، آب از دریاچه تبخیر می شود. در تابستان شط تقریباً به طور کامل خشک می شود و فتا مورگاناهای متعددی رخ می دهد. مکان دریاچه واقع در ۳۳ درجه و ۴۲ دقیقه شمالی و ۸ درجه و ۲۶ دقیقه شرقی در مرکز غرب تونس، بین شهرهای توزور و کبیلی واقع است.
در طول زمستان، ریزابه‌های کوچکی دیده می شود که به دریاچه می ریزند. 
از آنجایی که منطقه سیلابی بسیار متغیر است، مساحت ثبت شده دریاچه (یا حوضه آن، که تقریباً همیشه خشک است)، می تواند بسیار متفاوت باشد. برخی از منابع مقادیر بالای ۱۰۰۰۰  کیلومتر مربع را ارائه می دهند به طور مشابه، ارقام داده شده برای ارتفاع بین ۱۰ متر بالاتر و ۲۵ متر زیر سطح دریا متفاوت است.
در حال حاضر طرح‌های آبیاری آب شیرین در منطقه برای حذف نمک از خاک و افزایش سطح تولید کشاورزی در جریان است.

## منطقه اطراف
در جنوب شط‌الجرید، صحرای شن‌زار بزرگ خاوری آفریقا آغاز می شود. دو شهر کبیلی و دوز در جنوب شط‌الجرید قرار دارند.

## دسترسی
می توان عرض دریاچه را با پای پیاده و حتی با ماشین عبور کرد، با این‌حال عبور از دریاچه می‌تواند بسیار خطرناک باشد زیرا پوسته‌های نمک همیشه سفت نیستند. 
در زمستان ها هنگامی که دریاچه پرآب است، می توان با قایق از آن عبور کرد. انبوهی از نمک در لبه های آن برای پردازش تولید نمک جمع آوری می شود. 

## جانوران
جمعیت هایی تمساح غرب آفریقا تا اوایل قرن بیستم در شط الجرید باقی مانده‌بودند.  فلامینگوهای صورتی در فصل بهار از سواحل دریاچه به عنوان مکان لانه سازی استفاده می کنند. 

## نام ها
شط‌الجرید همنام لاکونا دریاچه‌ای هیدروکربنی حوضه بسته‌ای در قمر زحل تیتان است. این دریاچه در ۶۶.۷ درجه شمالی و ۲۲۱ درجه غربی قرار دارد و حاوی متان مایع و اتان  است.